# Mando (cantante)
Mando, all'anagrafe Adamantia Stamatopoulou (in greco Αδαμαντία Σταματοπούλου?; Pireo, 13 aprile 1966), è una cantante greca di musica rock, pop e dance.
Nel 2003 rappresenta la Grecia all'Eurovision Song Contest con la canzone Never Let You Go.

## Discografia
- 1986: Fill Me Up
- 1986: "Set Yourself In Motion
- 1989: Dos Mou Ena Fili... Afto to Kalokairi
- 1990: Ptisi Gia Dio
- 1991: Kinisi Triti
- 1992: Esthisis
- 1993: I Diki Mas I Agapi
- 1994: Anisiho Vlemma
- 1995: I Mando Ston Evdomo Ourano
- 1997: Gia Oles Tis Fores
- 1998: Prodosia
- 2000: Se Alli Diastasi
- 2001: Mando & Coltrane Big Band
- 2002: Ligo Ligo
- 2003: Never Let You Go
- 2003: Oi Megaliteres Epityhies
- 2003: Oi Agapes Fevgoun, Ta Tragoudia Menoun
- 2008: Mando II
- 2008: Afraid of the Dark